# Dvorana Velesajam
Dvorana Velesajam je unutarnje sportsko borilište u Zagrebu. Koriste ga tamošnji klubovi hokeja na ledu, kao što su Mladost, Zagreb i Medveščak. Nalazi se u ulici Jozefa Antala BB u četvrti Novi Zagreb. Dvorana se povremeno koristi i za druge aktivnosti, uglavnom rekreacijsko klizanje.